# Virville
Virville és un municipi francès situat al departament del Sena Marítim i a la regió de Normandia. L'any 2007 tenia 303 habitants.

## Demografia

### Població
El 2007 la població de fet de Virville era de 303 persones. Hi havia 96 famílies de les quals 8 eren unipersonals (4 homes vivint sols i 4 dones vivint soles), 28 parelles sense fills, 52 parelles amb fills i 8 famílies monoparentals amb fills.
La població ha evolucionat segons el següent gràfic:
Habitants censats

### Habitatges
El 2007 hi havia 107 habitatges, 98 eren l'habitatge principal de la família, 7 eren segones residències i 2 estaven desocupats. 104 eren cases i 1 era un apartament. Dels 98 habitatges principals, 91 estaven ocupats pels seus propietaris, 6 estaven llogats i ocupats pels llogaters i 1 estava cedit a títol gratuït; 8 tenien tres cambres, 37 en tenien quatre i 52 en tenien cinc o més. 87 habitatges disposaven pel capbaix d'una plaça de pàrquing. A 40 habitatges hi havia un automòbil i a 57 n'hi havia dos o més.

### Piràmide de població
La piràmide de població per edats i sexe el 2009 era:
| Homes | Edats   | Dones |
| ----- | ------- | ----- |
| 0     | 95 o +  | 0     |
| 0     | 90 a 94 | 4     |
| 0     | 85 a 89 | 0     |
| 0     | 80 a 84 | 0     |
| 4     | 75 a 79 | 4     |
| 4     | 70 a 74 | 4     |
| 0     | 65 a 69 | 4     |
| 4     | 60 a 64 | 4     |
| 16    | 55 a 59 | 4     |
| 4     | 50 a 54 | 20    |
| 16    | 45 a 49 | 0     |
| 0     | 40 a 44 | 4     |
| 16    | 35 a 39 | 16    |
| 12    | 30 a 34 | 8     |
| 12    | 25 a 29 | 8     |
| 8     | 20 a 24 | 8     |
| 20    | 15 a 19 | 4     |
| 8     | 10 a 14 | 16    |
| 8     | 5 a 9   | 12    |
| 20    | 0 a 4   | 8     |

## Economia
El 2007 la població en edat de treballar era de 191 persones, 140 eren actives i 51 eren inactives. De les 140 persones actives 134 estaven ocupades (75 homes i 59 dones) i 6 estaven aturades (3 homes i 3 dones). De les 51 persones inactives 18 estaven jubilades, 15 estaven estudiant i 18 estaven classificades com a «altres inactius».

### Ingressos
El 2009 a Virville hi havia 102 unitats fiscals que integraven 312 persones, la mediana anual d'ingressos fiscals per persona era de 20.509 €.

### Activitats econòmiques
L'únic establiment que hi havia el 2007 era d'una empresa classificada com a «altres activitats de serveis».
L'únic servei als particulars que hi havia el 2009 era un saló de bellesa.
L'any 2000 a Virville hi havia 8 explotacions agrícoles.

## Poblacions més properes
El següent diagrama mostra les poblacions més properes.